# Cerezo de Río Tirón
Cerezo de Río Tirón là một đô thị trong tỉnh Burgos, Castile và León, Tây Ban Nha. Theo điều tra dân số 2004 (INE), đô thị này có dân số là 728 người.